# Nova Reforma
La Nova Reforma és el procés de reforma que es dugué a terme el 1866 al Principat d'Andorra de les institucions del país, encapçalat per Guillem de Plandolit i d'Areny. El bisbe d'Urgell Josep Caixal i Estradé va acceptar i firmar el mateix any el decret amb el pla de reforma i el copríncep francès, Napoleó III, la va ratificar tres anys després.
L'objecte principal de la Nova Reforma era la modificació del sistema electoral andorrà. El sufragi continuava sent censatari, però d'ençà de la seva aprovació, tots els caps de casa podrien votar a les eleccions tant als Comuns de les parròquies com també al Consell General. Per a ser elector, el cap de casa havia de ser andorrà i resident al país, major d'edat (major de 25 anys) i estar en l'exercici de les seves facultats. Els casats amb una pubilla també podien votar si portaven residint al país almenys des de tres anys abans i no havien estat denunciats per mostrar menysteniment o indiferència envers l'administració del país. Alhora, també es reglamentava la incompatibilitat de càrrecs polítics.

## Antecedents i context històric
Per entendre el procés que culmina amb la Nova Reforma del 1866 cal remuntar-se, almenys, fins a l'any 1806. Aquell any, el Consell General i la França de Napoleó restableixen unes relacions trencades d'ençà de la Revolució francesa. El decret imperial del 1806 que així ho confirmava representava un èxit diplomàtic de primer ordre per als representants andorrans, que aconseguien fer retornar al país a la normalitat institucional, garantint la continuació del sistema del coprincipat.
La forta inestabilitat política que es va viure a Espanya i França al llarg de bona part del segle xix, amb l'impacte de les revolucions liberals de 1820, de 1830 i de 1848 a França i també de les guerres carlines a Espanya (que també van afectar Andorra), va provocar que sovint els coprínceps veiessin limitada la seva capacitat d'actuació a Andorra. En aquest context, el Consell General va prendre una major consciència i sobirania política, malgrat que les seves disposicions continuaven depenent del vistiplau dels coprínceps.
A mesura que avançava el segle xix, políticament Andorra feu el trànsit de «comunitat» a Estat, és a dir, va prendre total consciència política i va cercar els seus habitants i sobretot representants als Comuns i al Consell General i va buscar assolir una major sobirania envers la figura dels coprínceps —que així i tot es van mantenir inqüestionables com a figures úniques i distintives de l'històric sistema polític andorrà.
L'evolució política del país durant aquells anys tampoc es pot entendre sense conèixer l'estat de la seva economia. A inicis del segle xix, Andorra era un país ancorat en el sector primari, amb cultius de subsistència, conreu de tabac i comerç de bestiar, sobretot oví. A banda, hi havia el sector tèxtil i la indústria del ferro, amb les importants fargues andorranes (com la Farga Rossell), que havien arribat al seu apogeu a mitjan segle xviii. Aquests sectors econòmics, però, van entrar en crisi durant la segona meitat del segle xix. Lees fargues van començar a tancar perquè no podien competir amb els alts forns que produïen ferro de forma molt més econòmica i ràpida. El comerç es va veure afectat per la inestabilitat política dels països veïns. Tot plegat, va beneficiar un augment del contraban i una manca d'oportunitats laborals al país que va desencadenar una creixent emigració andorrana i, en conseqüència, una forta disminució demogràfica després del pic de població de l'any 1860, quan a Andorra hi vivien unes 5.500 persones.
Amb l'arribada al país del copríncep episcopal Josep Caixal, al càrrec entre el 1853 i el 1879, la crisi econòmica i la política van anar de bracet. Caixal fou un fervorós carlí amb una motivació cap a l'enduriment de les polítiques fiscals de l'Espanya liberal envers Andorra: va limitar-ne les franquícies duaneres i el comerç ramader.
L'Andorra tradicional, doncs, es va veure immersa en una crisi estructural que requeria profunds canvis polítics i econòmics que eren reclamats per una població descontenta amb el rumb del país i l'actitud dels seus governants, als quals s'acusava d'administració en benefici propi quant a les finances públiques. En aquell context, diversos sectors (benestants) de la població andorrana van buscar la forma d'impulsar una sèrie de reformes, això sí, amb el beneplàcit dels coprínceps.

## La Nova Reforma del 1866
El camí cap a la Nova Reforma no el va capitanejar cap facció política determinada ni estàtica, com si es tractés d'un partit polític espanyol o francès. A Andorra, en aquells anys, no existia el concepte de partit, ni tan sols de tendències polítiques, El que hi havia eren corrents d'opinió caciquil que es podrien dividir entre en dos sectors: l'oberturista i el conservador, si bé els integrants d'ambdós corrents prioritzaven els seus interessos patrimonials.
A principis del 1866 un sector que parcialment qualificar d'«oberturista», liderat d'inici per Anton Maestre, va plantejar al Consell General del síndic Joaquim de Riba la necessitat d'una sèrie de canvis. Davant la negativa primerenca del síndic, Maestre va impulsa una recollida de signatures demanant canvis en el funcionament polític del país i en va posar l'èmfasi amb relació a qüestions com la transparència i la fiscalització dels comptes.
El 14 d'abril del 1866, davant la inacció del síndic Joaquim de Riba, els reformistes van anar a la Seu d'Urgell per a presentar directament al copríncep Caixal les 523 signatures a favor d'un avantprojecte que el copríncep episcopal va acceptar ràpidament. La fervorosa defensa de les reformes feta per Guillem d'Areny-Plandolit, del sector conservador andorrà i amb simpaties pel carlisme, van motivar que el 22 d'abril el copríncep Caixal publiqués un decret de setze articles que es va popularitzar amb el nom de Nova Reforma.
El decret consta d'un preàmbul on es justificaven les reformes, quatre articles on es definien els drets de vot de tots els caps de casa i els setze articles on es detallaven totes les reformes. Al preàmbul, es defensava que la reforma es portava a terme per la necessitat de corregir gravíssims abusos i mals que deplorem i que ens havien fet patir moltes vegades, ja en les tantes visites pastorals de les valls, ja quan se'ns comunicaven pels mateixos andorrans i que havíem desitjat sempre corregir, principalment de la inobservància de les lleis, usos i costums de les valls d'Andorra.
Als articles s'assegurava el dret a vot de tots els caps de casa majors de 25 anys, que podrien votar cada quatre anys tant als Comuns com al Consell General. Val a dir que el vot no era secret i els votants havien de dir públicament per qui votaven. També s'havia de crear la figura dels comissionats (dos per parròquia), que cada dos anys es renovarien amb la missió de fiscalitzar les finances públiques. Es definia que també cada dos anys el Consell General, compost per 24 consellers, s'hauria de renovar parcialment (la meitat dels consellers serien rellevats) i que els càrrecs de conseller general, cònsol i conseller del comú no podrien exercir-se alhora. Per a ser escollit com a càrrec públic, no es podia tenir deutes envers les institucions i en el cas dels cònsols escollits, estaven obligats a abonar 24 duros al Consell General en concepte de despeses de funcionament.
Tots els articles de la Nova Reforma van significar una sèrie de reformes que van marcar un abans i un després en el funcionament de les institucions andorranes, des d'aleshores amb una major regulació pel que fa a la seva elecció i renovació i, sobretot, un major control sobre les seves finances. Ara bé, el fet que el vot no fos secret o que per ser escollit calgués tenir un coixí econòmic —tot i que no hi havia una quantitat determinada— i que alhora, calgués demostrar quelcom tant subjectiu com «bona vida, costums, arrelament i mitjans per desenvolupar el càrrec públic», a la pràctica va acabar limitant força el dret de vot i sobretot, de ser escollit.

## El debat historiogràfic sobre la Nova Reforma
La Nova Reforma va implicar canvis en la política i l'administració andorrana, però el seu abast i repercussió real va acabar sent limitada. Si bé alguns autors han defensat que la reforma del 1866 va acabar amb l'immobilisme del sistema polític tradicional andorrà, d'altres consideren que el seu impacte no s'ha de sobrevalorar i que aquest procés de reforma, impulsat des de les classes altes de la societat andorrana, no va traduir-se en una democratització de la política andorrana. No debades, després de la Nova Reforma la política andorrana va continuar copsada pels mateixos prohoms que fins aleshores l'havien liderat.